# Cezarken
Cezarken is een Belgisch bier van hoge gisting.
Het bier wordt gebrouwen in Brouwerij Strubbe te Ichtegem in opdracht en naar recept van brouwerij Crombé. Het bier werd vanaf 1989 tot 1999 (sluiting van de brouwerij) bij brouwerij Crombé zelf te Zottegem gebrouwen.
Het is een amberkleurig bier met een alcoholpercentage van 5%.